# Io mi innamoro ancora
Io mi innamoro ancora è un singolo del cantautore albanese Ermal Meta, pubblicato il 6 luglio 2018 come terzo estratto dal terzo album in studio Non abbiamo armi.

## Descrizione
Quinta traccia dell'album, il brano è stato scritto in collaborazione con Domenico Calabrò e Matteo Buzzanca, quest'ultimo produttore e arrangiatore dello stesso.

## Video musicale
Il videoclip, diretto da Matteo Bruno, è stato pubblicato in concomitanza con il lancio del singolo e mostra le varie tipologie di amore: da quello per la famiglia fino a quello delle proprie passioni.

## Formazione
Musicisti
- Ermal Meta – voce, cori
- Matteo Buzzanca – cori, sintetizzatore, programmazione, arrangiamento
- Domenico Calabrò – chitarra
- Giordano Colombo – batteria
- Andrea Torresani – basso

Produzione
- Matteo Buzzanca – produzione
- Mattia Panzarini – produzione aggiuntiva
- Giordano Colombo – registrazione
- Simone Bertolotti – registrazione
- Ermal Meta – registrazione
- Sabino Cannone – missaggio
- Antonio Baglio – mastering